# مایکل آنسارا
مایکل جورج آنسارا (به انگلیسی: Michael George Ansara) هنرپیشهٔ اهل ایالات متحدهٔ آمریکا بود که نخستین فیلم وی حادثه در عربستان (۱۹۴۴) است.
آنسارا در فیلم محمد رسول‌الله به جای ابوسفیان ایفای نقش کرده‌است.
آنسارا در ۳۱ ژوئیه ۲۰۱۳ در کالاباساس کالیفرنیا درگذشت.
اوایل زندگی
ویرایش کنید
مایکل جورج انصارا در روستای کوچکی در قیمومیت سوریه و لبنان به دنیا آمد و در دو سالگی خانواده اش به ایالات متحده مهاجرت کردند. [5] [6] او اهل سوریه بود . [7] خانواده انصارا قبل از نقل مکان به کالیفرنیا به مدت یک دهه در لاول، ماساچوست زندگی کردند . او ابتدا می‌خواست پزشک شود، اما پس از شروع کلاس‌های بازیگری در پاسادنا پلی‌هاوس برای غلبه بر کمرویی‌اش، اشتیاق به مجری شدن پیدا کرد. او در کالج شهر لس آنجلس تحصیل کرد و انصارا مدرک دانشیار هنر را از آنجا گرفت . [5] انصارا در طول جنگ جهانی دوم به عنوان یک پزشک در ارتش خدمت کرد . [7]

## گزیده فیلم‌شناسی
از فیلم‌ها یا برنامه‌های تلویزیونی که او در آن نقش داشته‌است می‌توان به آثار زیر اشاره کرد.
- جاده بالی (۱۹۵۲)
- ژولیوس سزار (فیلم ۱۹۵۳) (۱۹۵۳)
- ردا (فیلم) (۱۹۵۳)
- سینوهه (فیلم) (۱۹۵۴)
- ده فرمان (فیلم ۱۹۵۶) (۱۹۵۶)
- سفر به قعر دریا (۱۹۶۱)
- کومانچروها (فیلم) (۱۹۶۱)
- بزرگترین داستان عالم (۱۹۶۵)
- چاپارل (مجموعه تلویزیونی) (۱۹۶۹)
- ساحل بربر (۱۹۷۵)
- محمد رسول‌الله (فیلم ۱۹۷۶) (۱۹۷۶)
- ترور (فیلم ۱۹۸۷) (۱۹۸۷)
- بتمن: مجموعه پویانمایی (۱۹۹۲–۱۹۹۴)